# Bohuslav ze Zvole
Bohuslav ze Zvole († 31. července 1457) byl olomoucký biskup.

## Životopis
Byl synem Markvarta ze Zvole, bratra biskupa Konráda ze Zvole. Od roku 1434 studoval ve Vídni a roku 1442 získal doktorát církevního práva. V roce 1446 se stal olomouckým oficiálem a roku 1447 generálním vikářem. Sepsal čtyřdílný traktát Tractatus scholastici super libros decretalium a také Vocabularium iuris. V roce 1450 byl spolu s kapitulním děkanem Petrem z Račic zvolen správcem olomouckého biskupství, o rok později zvolen prvním prelátem a později jmenován generálním vikářem. Biskupem byl zvolen roku 1455 ve Vratislavi. Avšak již 31. července roku 1457 zemřel, když byl otráven sektářskými bludaři. Byl pohřben v olomouckém dómu.